# الأكاديمية الهندية للعلوم
الأكاديمية الهندية للعلوم، (بالإنجليزية: Indian Academy of Sciences)‏، تأسست في عام 1934، من قبل البروفيسور تشاندراسيخارا فينكاتا رامان وصار رئيسها.
تم تأسيس الأكاديمية الهندية للعلوم، ومقرها بنغالور، وتم تسجيلها كجمعية في 24 أبريل عام 1934.
افتتحت في 31 يوليو 1934، وبدأت مع 65 من الزملاء المؤسسين. حيث انتخب رامان رئيساً، واعتمد دستور الأكاديمية في نفس الوقت. وكان هدفها الرئيسي تعزيز التقدم، والحفاظ على قضية العلم.
أبدت الأكاديمية، منذ بداياتها اهتماما كبيرا في نشر البحوث العلمية، حيث أصبحت تنشر 10 مجلات علمية في تخصصات مختلفة، وتستخدم نظام إدارة مراجعة عبر الإنترنت يمكن تتبعه، ويتم استعراض الأبحاث من قبل النظراء، ويتم نشر المحتوى المنشور عبر الإنترنت وفتحه التمكن منه.

## وصلات خارجية
- الموقع الرسمي موقع